# Trinidad y Tobago en los Juegos Olímpicos de Los Ángeles 2028
Trinidad y Tobago participará en los Juegos Olímpicos de Los Ángeles 2028 por un total de  deportistas que competirán en  deportes. Responsable del equipo olímpico es el Comité Olímpico de Trinidad y Tobago, así como las federaciones deportivas nacionales de cada deporte con participación.